# Popovo, Iambol
Popovo (în bulgară Попово) este un sat în comuna Bolearovo, regiunea Iambol,  Bulgaria. 

## Demografie
Componența etnică a satului Popovo
     Turci (2,83%)
     Bulgari (68,45%)
     Romi (21,13%)
     Nicio identificare (7,57%)
La recensământul din 2011, populația satului Popovo era de 317 locuitori. Din punct de vedere etnic, majoritatea locuitorilor (68,45%) erau bulgari, existând și minorități de romi (21,13%) și turci (2,83%). Pentru 7,57% din locuitori nu este cunoscută apartenența etnică.